# 祝钦明
祝钦明（7世纪—710年代），字文思，唐朝、武周官员，唐中宗年间任宰相，还是著名儒家学者，但中宗驾崩后因曾奉承韦皇后而遭到诟病。

## 家世
祝钦明生年不详，是雍州始平县人。他的父亲祝綝就是名儒生，写了很多对诸子百家学说提出质疑的书；祝綝的学生张后胤官居显要后，在朝推荐祝綝仕官，诏祝綝对策中高第，但祝綝最高只当到无极县尉。
祝钦明少年即熟习《五经》，又学习历史和百家学说。唐高宗年间，祝钦明中明经，拜为東臺典儀。在高宗永淳（682年 - 683年）之后、武周天授（690年 - 692年）之间，他又考中英才杰出、《六经》等科，拜著作郎，负责记录皇帝的行为。曾任国子博士，久视元年（700年）在太子詹事任上时，武则天因礼官不甚详明，特诏祝钦明及博士韦叔夏、大儒郭山恽等，每有仪注，皆令参定。长安元年（701年），祝钦明又累迁太子前皇帝李显的率更令兼崇文馆学士，与太子右庶子崔神庆等兼充东宫侍读，隔日履职，教太子学经。他还任金紫光禄大夫，曾作林钟宫送神用音乐《永和》：“閟宫实实，清庙微微。降格无象，馨香有依。式昭纂庆，方融嗣徽。明禋是享，神保聿归。”二年（702年），迁太子少保。
祝钦明与同僚学士郭山恽、李宪等都专守先儒章句，不满直弘文馆四门博士王元感指摘先儒古义，深刻讥讽，多次诘难，王元感随机应答，不为所屈。

## 唐中宗复位年间
神龙元年（705年）正月，武则天因政变退位，李显复位为唐中宗。祝钦明因本是中宗的东宫侍读旧臣，二月被擢拜国子祭酒，授同中书门下三品，为实质宰相，加银青光禄大夫。四月，又以太子少詹事兼侍读、国子祭酒任刑部尚书，后又任礼部尚书，爵封鲁国公，食实封三百户，得到朝廷尊崇，发动政变的桓彦范、崔玄暐、袁恕己和敬晖虽然都成为当权宰相（但不久后即因韦皇后及其情人、中宗的表兄和宠臣武三思构陷而失势），也都向祝钦明学习《周礼》大义。他还兼修国史。当年曾与礼官等奏永徽年间藉田改为先农，先农坛改为帝社坛，祭先农既改为帝社坛，诏准。又奏从博士张齐贤议，以景皇帝为太祖，依博士刘承庆议，尊崇六室，获准。与中书令韦安石、尚书右丞苏瑰、兵部郎中狄光嗣等奉诏删定《垂拱格》后至神龙元年已来制敕，为《散颁格》七卷。又奉诏与韦巨源、唐休璟、李怀远、苏瑰等定《垂拱格》及《格后敕》，前后计二十卷，颁下施行。二年（706年），与魏元忠、武三思、徐彦伯、柳冲、韦承庆、崔融、岑羲、徐坚等撰《则天皇后实录》二十卷。七月，中丞萧至忠弹劾祝钦明为逃避服丧而隐瞒亲人死讯，有违孝道，八月，祝钦明因此一度下台，被贬为申州刺史。百官为此惊悚。
因担心不能重获权力，祝钦明谄事韦后，不久被召回重任国子祭酒。景龙三年（709年）八月，中宗想亲自在长安城南郊祭祀天地，祝钦明和时任国子司业的郭山恽为希旨奉承韦后，引用解释了《礼记·祭统》的一段文字，称应由韦后充亚献。中宗起初质疑，并咨询礼官们的意见。百官多曲意阿附祝钦明之说，而太常博士唐绍、蒋钦绪和国子司业兼修文馆学士褚无量及太常博士彭景直都表示不同意，认为这仅适用于祭宗庙的场合。时任宰相尚书右仆射的苏瑰也认为这很不妥，在中宗面前反驳得祝钦明感到羞愧。中宗让宰相左仆射韦巨源裁决，韦巨源支持祝钦明的说法，中宗虽为苏瑰所悟，仍然从祝钦明所奏，韦后也得以亚献。但在唐、蒋反对下，韦巨源否决了以祝钦明的以有权势的皇女安乐公主李裹儿为终献的提法，最后中宗以韦巨源本人为终献。四年（710年）五月，中宗、韦后为庆祝韦后亲戚结婚宴请群臣，祝钦明自称能会跳八风舞，中宗准他表演，于是他扭动着肥胖丑陋的身躯，两手据地，摇头闪目，左右顾盼，丑态毕现，虽然逗乐了中宗，其他官员却暗地里觉得恶心，如吏部侍郎卢藏用就私下对学士们感叹：“祝公是举，五经扫地矣。”

## 中宗驾崩后
同年六月，中宗暴崩。传统史家认为他是被韦后和安乐公主毒杀的。不久，韦后又被中宗的妹妹太平公主和侄子临淄王李隆基政变推翻。中宗的弟弟、之前同样当过皇帝的相王李旦继位为唐睿宗。景云元年（710年）十二月，侍御史倪若水弹劾祝钦明、郭山恽奉承韦后、希旨误导中宗，指二人为小人，不宜在朝。睿宗贬祝钦明为饶州刺史。儒生都以他为羞。后来，祝钦明又被迁为洪州都督，最后被召回任崇文馆学士，并在唐玄宗先天初年以金紫光禄大夫、崇文馆学士、上柱国、鲁国公身份参与了《妙门由起》的编撰，不久卒于任上。

## 作品
- 《则天皇后实录》二十卷，魏元忠、武三思、祝钦明、徐彦伯、柳冲、韦承庆、崔融、岑羲、徐坚撰，刘知几、吴兢删正。
- 《散颁格》七卷，韦安石、祝钦明、苏瑰、狄光嗣等删定。[20]
- 《皇后南郊助祭议》
- 《详定博士等七庙议》
- 《建太社议》
- 《社稷议》

## 评价
- 《新唐书》赞曰：钦明以经授中宗，为朝大儒，乃诡圣僻说，引艳妻郊见上帝，腥德播闻，享胙不终。盖与少正卯顺非而泽，庄周以诗书破冢者同科。独保腰领死家箦，宁不幸邪！后之托儒为奸者，可少戒云。[2]
- 明世宗年间，有白鹊祥瑞，太常卿许诰献论，被给事中张裕等弹劾，张裕比许诰为祝钦明。[40]

## 家庭
- 兄：祝玄，字文命，修武令
- 侄：祝骃